# Mastodonsaurus

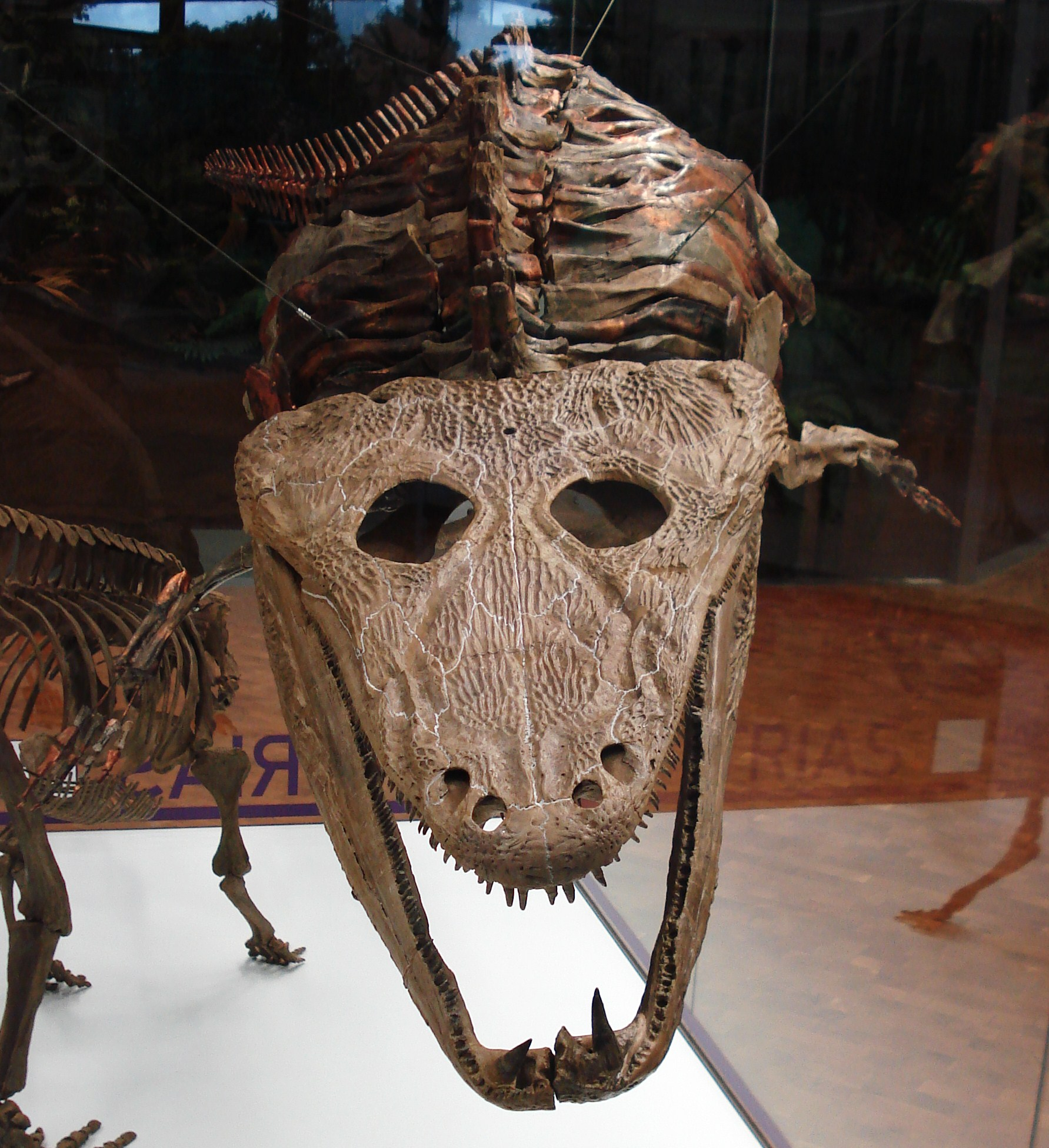
Скелет Mastodonsaurus giganteus

Mastodonsaurus — вимерлий рід темноспондилів. Жив на території Європи за середнього тріасу (бл. 247-237 млн років тому). Один із перших описаних капітозаврів і найвідоміших темноспондилів. Крім того, є, можливо, однією з найбільших відомих амфібій.

## Етимологія
Назву Mastodonsaurus часом хибно пов‘язують із мастодонтом, інтерпретуючи як «ящір [завбільшки з] мастодонта», проте збіг випадковий, і насправді її утворено від грецьких слів, що означають «сосок», «зуб» і «ящір» через те, що кінчик зуба, який було вперше описано як Mastodonsaurus, згідно Єгерових слів, «вирізняється своєю соскоподібною формою». Видову назву jaegeri дано на честь Єгера, giganteus означає «велетенський», torvus — «дикий, жорстокий», cappelensis відсилає до місця знаходження голотипу виду.

## Історія вивчення й таксономія

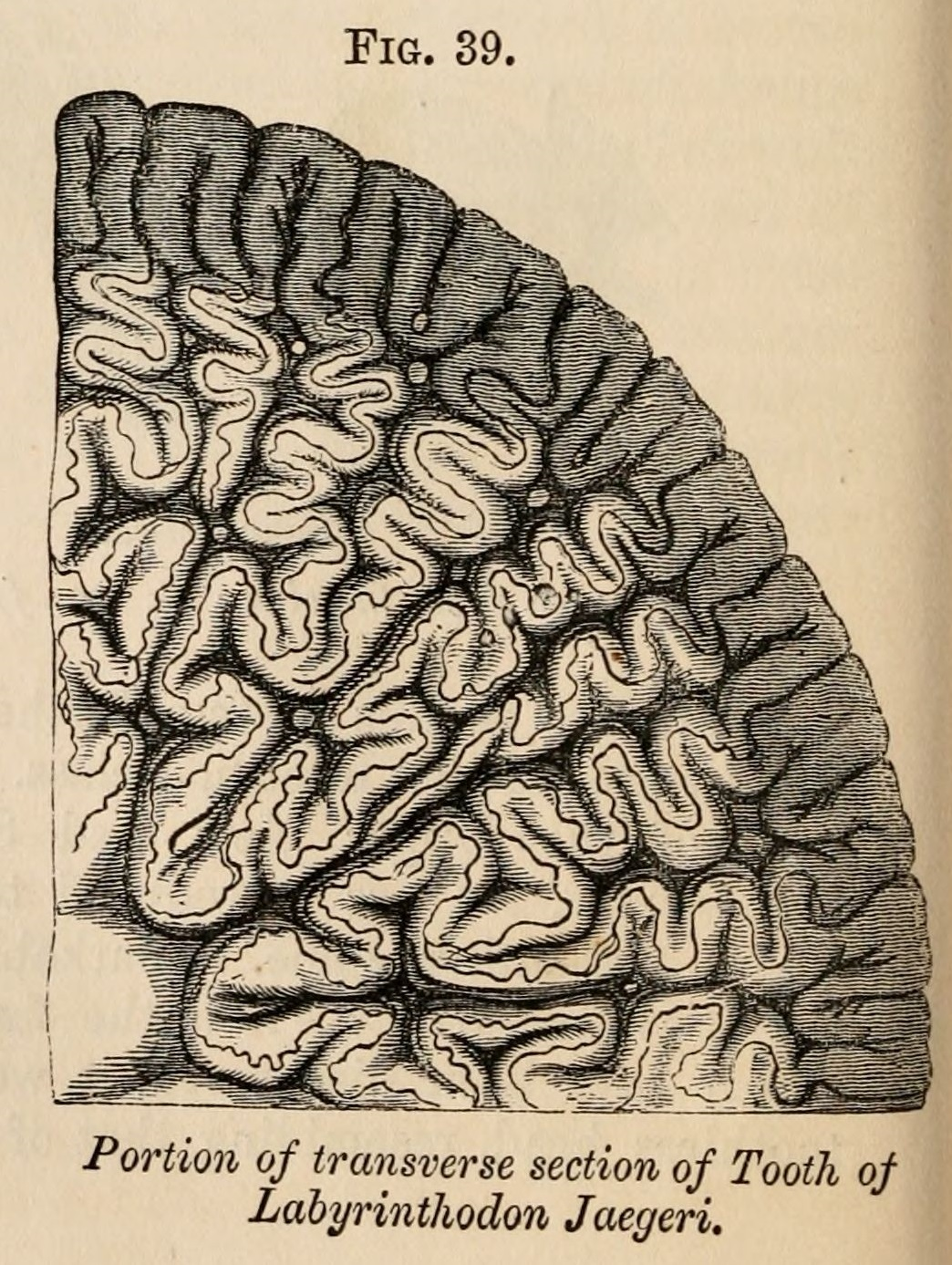
Зуб (розріз)

Перший науковий опис решток мастодонзавра було здійснено Єгером 1828-го року. Вони представляли собою зуб, що й дав тварині назву, та фрагмент черепної коробки, названий Salamandroides giganteus. Останню назву von Alberti, 1834 визнав старшим синонімом Mastodonsaurus jaegeri проте, оскільки її майже не використовували після 1838-го, згідно МКЗН це рішення наразі актуальним вважати не можна, оскільки пріоритет визнається за вживанішим синонімом. Тим не менш, назва giganteus є старшою за jaegeri, й, таким чином, здобуває пріоритет над нею. Річ у тім, що Єгер не дав жодної видової назви мастодонзаврові в оригінальному описі, та й узагалі майже не використовував цієї родової назви в поєднанні з будь-якою видовою (крім застосування на зустрічі німецьких натуралістів і фізиків у Празі 1837-го M. salamandroides) а M. jaegeri було введено Holl, 1829. Тим не менш, M. jaegeri досі визнається типовим видом, не дивлячись на суб’єктивну синонімію, згідно вимог МКЗН (стаття 67.1.2). Фітцінгер 1837 запропонував родову назву Batrachosaurus, що не було підтримано більшістю пізніших авторів. 1841, Оуен висловив невдоволення вибором назви Mastodonsaurus, оскільки вона не відповідала належності тварини до амфібій, нагадуючи своєю першою половиною про рід ссавців і закінчуючись на «ящір», та запропонував замінити її на Labyrinthodon, що відсилає до будови зубів у розрізі. Від Labyrinthodon було утворено назву Labyrinthodontia, раніше широко визнаної клади, що включала різноманітних викопних земноводних, багато з яких не були близько споріднені одне з одним. Labyrinthodon часом визнавали окремим таксоном із Британії, відмінним від німецького, проте наразі його визнано синонімом Mastodonsaurus. До інших видів Mastodonsaurus належать M. torvus відомий із Росії й M. cappelensis, що може належати до окремого роду — Heptasaurus.

## Опис

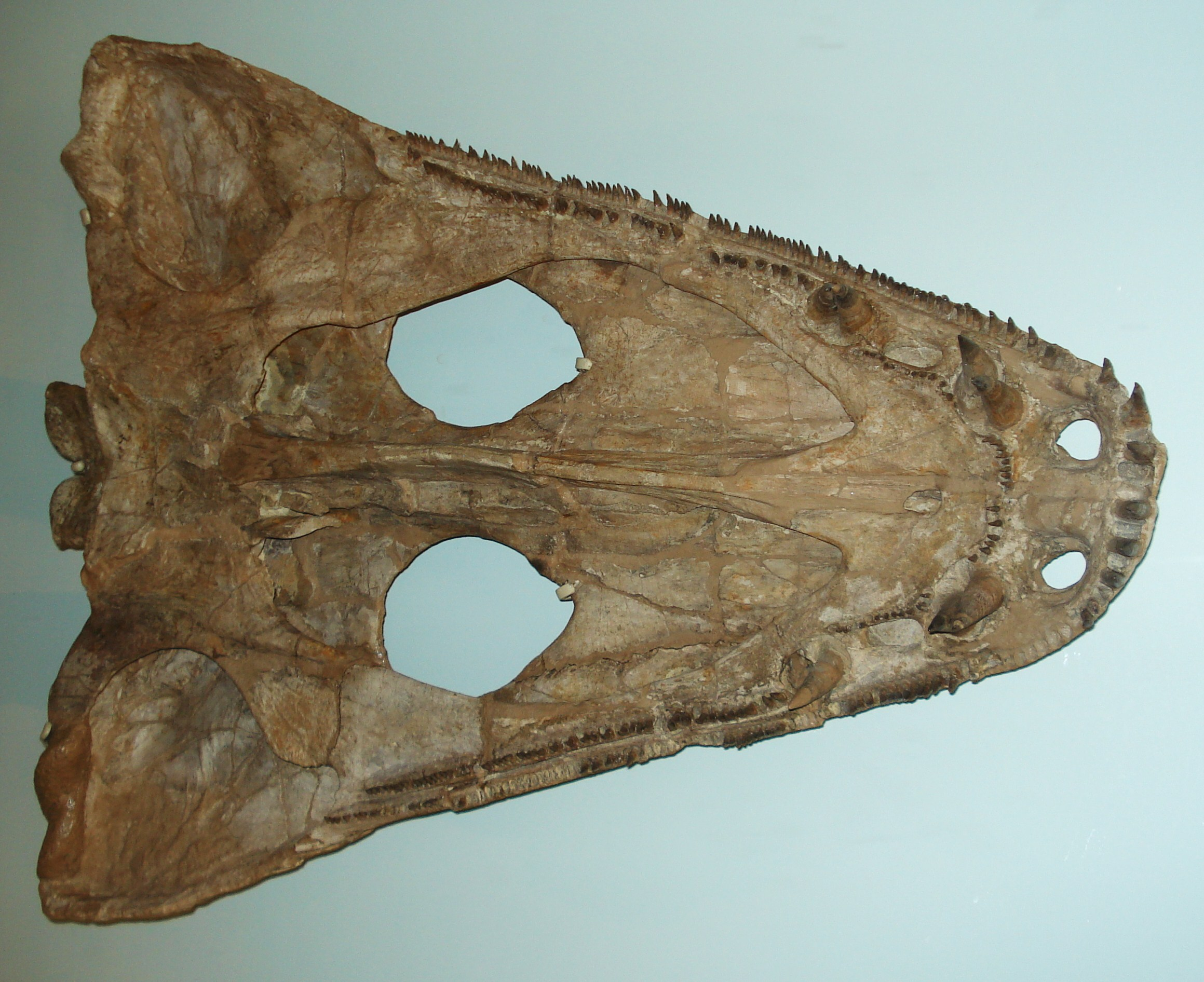
Череп (вигляд знизу)

Розмір у порівнянні з людиною

Одна з перших особливостей тварини, що кидаються в очі, це розмір черепа. Його довжина складає близько половини довжини тулуба, більше метра в крупних зразків. Загальна форма — трикутна. Подібно до більшості темноспондилів, череп має яскраво виражену орнаментацію та борозни, асоційовані з органами чуття на зразок бічної лінії риб. За рахунок масштабу елемента, борозни ці видно ліпше, аніж у багатьох дрібніших капітозаврів. Приблизно посередині розміщено овальні орбіти, що вирізняються серед більшості капітозаврів своїми розмірами - в мастодонзавра вони величезні. Перед ніздрями розташовано додаткові отвори, що призначались для передніх ікол нижньої щелепи; біля кінчика носа вони проходили крізь верхню. Зуби були розташовані у два ряди у верхній щелепі й в один у нижній. Серед більшості зубів виділялись ікла, що могли сягати 10 сантиметрів завдовжки, й були розташовані у передній частині щелеп. Кінцівки порівняно короткі, передні довші за задні, мають 4 пальці, типове число для передніх лап темноспондилів. Плечовий пояс загалом розвинений ліпше за тазовий. Хвіст, імовірно, міг бути близьким до черепа за довжиною. Тіло тварини було доволі сплощеним, і в цілому вона нагадувала саламандру й крокодила водночас. При загальній довжині близько 5-6 метрів, мастодонзавра вважають однією з найбільших амфібій в історії.

## Палеоекологія
Мастодонзавр мав доволі широкий ареал, що включав Британію, Німеччину й Росію. Імовірно, був прісноводним хижаком, на що вказують, зокрема, будова кінцівок і наявність бічних ліній. Можливо, були не спроможними виживати на суходолі, що доводять скупчення кісток тварин, які гинули, ймовірно, під час посухи. Належать до найбільших хижаків відомих з середнього тріасу Німеччини. Однак, судячи зі слідів укусів, що знаходили на кістках мастодонзавра з формації Erfurt, архозавр, можливо, співрозмірний сучасник цих амфібій, Batrachotomus, і сам часом живився ними, можливо, коли заставав беззахисними в пересохлих водоймах. Втім, беззахисність жертв сумнівна, оскільки на їх кінцівках також знаходили сліди, що, коли врахувати їх пропорції, складно пояснити особливою поживністю, й радше наводить на думки про спроби демобілізувати супротивника. Імовірно, атаки часто мали успіх, на що вказує відсутність слідів загоєння на більшості пошкоджених кісток.